# Tu Marcellus eris
Tu Marcellus eris is een schilderij van Jean Auguste Dominique Ingres uit ca. 1814 dat zich bevindt in de Koninklijke Musea voor Schone Kunsten van België te Brussel. De titel is Latijn voor "Jij zult Marcellus worden".
Het schilderij geeft een scène weer die beschreven is bij Suetonius (Vita Vergili, 32). De keizerlijke familie luistert naar de dichter Vergilius (buiten beeld) die voordraagt uit zijn Aeneis. Hij is gekomen bij de passage waar Aeneas in de onderwereld de zielen ziet van de beroemde mannen die nog geboren moeten worden. Eén van hen is Marcellus, de potentiële opvolger van Augustus, over wie Aeneas verneemt dat hij vroeg zal sterven (Aeneis, 6,883).

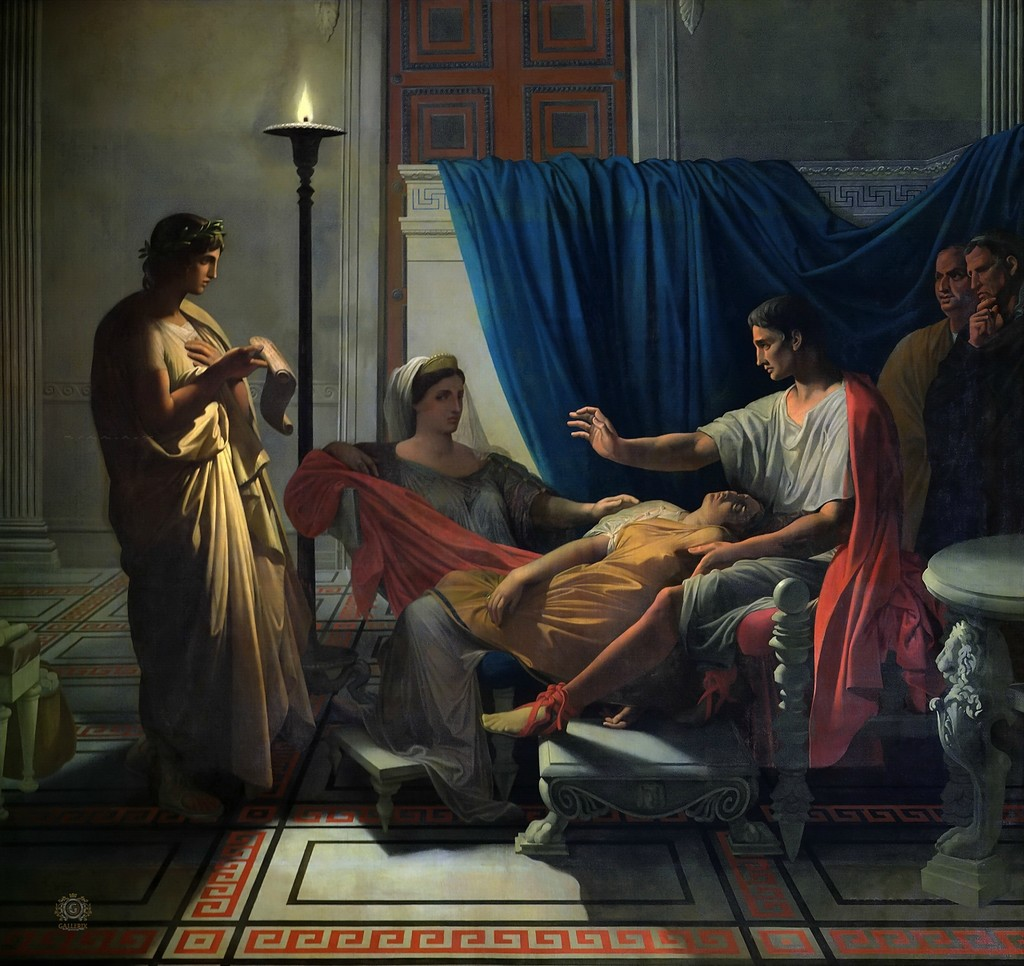
Versie met Vergilius uit het Musée des Augustins

De toehoorders weten dat de dood effectief is geschied. Keizer Augustus ondersteunt zijn in zwijm gevallen zus Octavia, de moeder van Marcellus. De tweede vrouw is keizerin Livia, die volgens niet-geverifieerde geruchten Marcellus had laten vergiftigen. De figuren zijn statisch en rustig als beelden, bijvoorbeeld het geïdealiseerde naakt van Augustus dat, zoals bij de antieken, groter zuiverheid uitdrukt. Het koude en harde blauw, geel en groen in de ene helft van het schilderij staan tegenover het warme en zachte rood en roze in de andere. De primaire kleuren van de gewaden en het secundaire groen van de sluier vormen de kleurcontrasten. De kleuren zijn beheerst uitgewerkt. Er is geen achtergrond.